# Nettleship v Weston
Nettleship v Weston [1971] 2 QB 691 ist eine Entscheidung des englischen Court of Appeal zum tort law im Bereich negligence (Verletzung einer Sorgfaltspflicht).

## Sachverhalt
Ein Mann hatte sich bereit erklärt, seiner Freundin das Autofahren beizubringen. Während der dritten Fahrstunde verlor die Freundin die Kontrolle über das Fahrzeug und fuhr gegen eine Straßenlaterne. Dabei wurde der Mann verletzt. Er verklagte die Freundin auf Schadensersatz.
Die zu entscheidenden Fragen waren, ob eine Haftung nach dem Grundsatz Volenti non fit iniuria ausgeschlossen sein könnte, ob an einen unerfahrenen Fahrer ohne Führerschein derselbe Sorgfaltsmaßstab anzulegen sei wie an einen erfahrenen Verkehrsteilnehmer und inwieweit den Mann ein Mitverschulden an der Schadensentstehung treffe.

## Entscheidung
Der Court of Appeal entschied mit Mehrheit, dass der Klage dem Grunde nach stattgegeben werden sollte. Lord Denning begründete dies damit, dass auch im Hinblick auf die persönliche Beziehung zwischen den Parteien derselbe Standard für die duty of care wie für alle anderen  Verkehrsteilnehmer gelte und die Beklagte diese auch dem Kläger gegenüber schulde. Da sie versichert sei, solle das Risiko eines Schadens ihr zufallen. Eine abweichende Meinung vertrat Salmon LJ, der angesichts der dem Mann bekannten fehlenden Fahrpraxis der Freundin eine Haftungserleichterung zu ihren Gunsten begründen wollte. 
Der Kläger musste sich jedoch ein Mitverschulden anrechnen lassen, was zu einer Haftungsquote von lediglich 50 % führte. 
Infolge dieser Entscheidung wurde zwar ein genereller Haftungsausschlusses bei Verkehrsunfällen in der weiteren Rechtsprechung verneint, aber eine pauschale Kürzung der Anspruchshöhe von Verkehrsunfallgeschädigten um 20 % vorgenommen.